# Wojskowość Tatarów

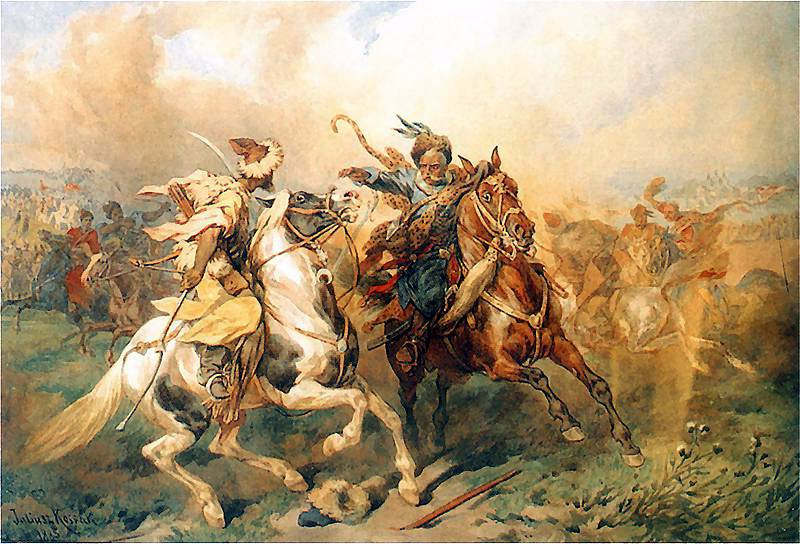
Taniec tatarski. W ręku Tatara widać jego broń obuchową – masłak

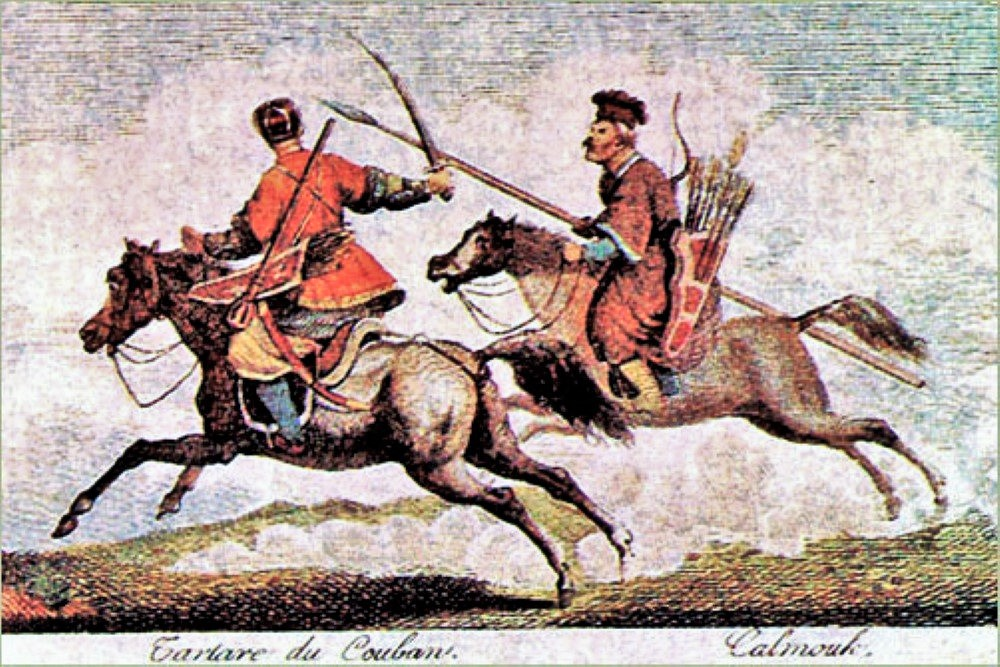
Tatar (z lewej) i Kałmuk w walce konnej.

Wojskowość Tatarów – całokształt zagadnień dotyczących instytucji wojskowych wszystkich Tatarów prowadzących walki z Wielkim Księstwem Litewskim, a później Rzeczpospolitą w czasach istnienia Chanatu Krymskiego.
Wojsko Tatarów miało strukturę prawie homogeniczną, gdyż była to niemal wyłącznie jazda. Jednorodność wymusiła jednak, iż specyficzna taktyka tej jazdy została doprowadzona do perfekcji. Już sam sposób siedzenia na koniu wyprzedzał epokę. Tatarzy dosiadali konia na krótkich strzemionach, gdyż było to odpowiednie do konnego łucznictwa, a jednocześnie jeździec mógł sobie pozwolić na przeskakiwanie ze zmęczonego konia na luzaka (luźnego, nie obciążonego konia), którego prowadził za uzdę.

Są oni wszyscy bardzo zręczni i dzielni na koniu, lecz źle go dosiadają, gdyż nogi mają całkiem podkurczone i sami są bardzo pochyleni. Siedzą na tych koniach, jak małpa na charcie, niemniej biegle się nimi posługują ...

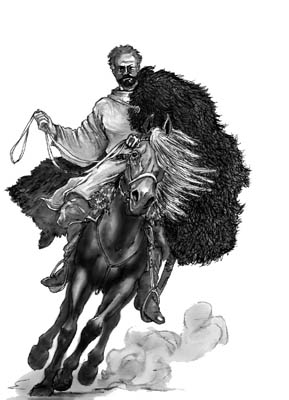
Tatar z arkanem w ręku

## Uzbrojenie i sposoby walki
Niemal do końca XV wieku Tatarzy Złotej Ordy, a później Wielkiej Ordy i Chanatu Krymskiego, mając dostęp do złóż żelaza i wykwalifikowanych rzemieślników, utrzymywali wysoki standard uzbrojenia – wszyscy dysponowali łukami (często po kilka), szablami, byli opancerzeni wraz z końmi w zadziwiająco wytrzymałe zbroje lamelkowe z rogowych i skórzanych łusek (od XIV zastępowane przez bechtery i juszmany), dysponowali też świetną jazdą ciężką. Ale kiedy większość terenów Złotej Ordy podbiły Rosja i Turcja, a ta ostatnia zhołdowała na dodatek Chanat Krymski, uzbrojenie Tatara było ubogie – łuk refleksyjny lub szabla tylko u najbogatszych, u reszty masłak (szczególnie u najbiedniejszych nogajskich ord przednich, u których szabla była rzadkością), oraz arkan służący do chwytania ludzi i zwierząt, pomocny również w walce. Uzbrojenie ochronne stosowali również tylko zamożni. Duża część droższej broni i uzbrojenia ochronnego produkowanych na terenie Chanatu Krymskiego była eksportowana do sąsiednich państw (w tym Rzeczypospolitej), ponieważ większości wojowników tatarskich nie było na nie stać.
Od XV wieku Tatarzy krymscy używali łuku refleksyjnego w najbardziej udoskonalonej formie - mocno skróconego. Mimo to jego siła rażenia była ogromna. Wilhelm Beauplan pisze wyraźnie, że był nieraz w sytuacjach, w których był atakowany przez Tatarów ostrzeliwujących go z łuków, podczas gdy towarzyszący mu Kozacy nie mogli ich ostrzelać, ponieważ "nie zbliżali się do nas na odległość zasięgu broni (...), gdyż strzelają drogą kolistą na odległość dwakroć większą, niż biją nasze strzelby". Oznacza to, że łuki Tatarów miały o wiele większy zasięg niż długa broń palna Kozaków. Opisuje ów ostrzał jako "chmurę strzał", mimo iż zaledwie co dziesiąty lub co dwudziesty ordyniec posiadał łuk. Wskazuje to na szybkostrzelność tatarskich łuczników. Dla porównania, bardzo podobne łuki bliskich sąsiadów Krymu, Turków osmańskich, z łatwością przebijały bardzo nowoczesne (wypukłe i zdolne odbić kulę z ręcznej broni palnej) kirysy zachodnioeuropejskie. Wspominają o tym graf Luigi Ferdinando Marsigli i marszałek polny Leopold Philip Montecuccoli, przygotowujący dla dowództwa habsburskiego w 1682 roku raport o stanie armii tureckiej. Tureckie łuki są najbardziej podobne do tatarskich, w przeciwieństwie do innych ówczesnych łuków sąsiadów Krymu, choćby Baszkirów. Brak potwierdzeń w źródłach, by prosty łuk, np. angielski, miał takie możliwości: podczas gdy łucznicy zachodnioeuropejscy musieli wystrzelić masę strzał, by tylko poranić wroga i zmusić do odwrotu, tatarski jeździec jedną strzałą zabijał jednego przeciwnika. Beauplan potwierdza również celność tatarskich łuczników - pisze, że strzelając w pełnym galopie do tyłu "o 100 kroków nie chybiają nigdy".
W przypadku walki z taborem, strzelano w taki sposób, aby strzały z góry raniły nieopancerzonego przeciwnika lub jego konie. Do przebijania zbroi używano strzał z pogrubionymi grotami, do zabijania wyłącznie koni - o szerokich grotach; bliscy sąsiedzi Krymu, Kałmucy, używali bardzo podobnych, których groty były "na cztery palce (tzn. cale) szerokie", jak zapisał polski obserwator. Cała ława tatarska (szyk tatarski przypominający lekko wygięty półksiężyc) mogła w krótkim czasie wysłać na wroga wiele pocisków, które jeśli nie raziły ich samych, to przynajmniej pozbawiały koni. Potrafili także ostrzeliwać się z konia w czasie ucieczki – strzelec wypuszczał strzałę wtedy, gdy kopyta galopującego konia unosiły się nad ziemią.

## Taktyka

Flaga wojenna Tatarów Krymskich. Złote godło to tamga dynastii Girejów

Mimo tak ubogiego wyposażenia wojska tatarskie trudno było pokonać ze względu na ich specyficzną taktykę, wypracowaną jeszcze za czasów Czyngis-chana. Dążyli oni do oskrzydlenia przeciwnika, a gdy nie mogli tego dokonać, stosowali manewr pozorowanej ucieczki, z której płynnie przechodzili do ataku na rozluźnione w czasie pogoni wojska przeciwnika. Uderzenie ze skrzydeł przeważających sił tatarskich na nieprzyjaciela wraz z atakiem od czoła (tych którzy pozorowali ucieczkę), kończyło się klęską ścigających. Taktyka ta umożliwiała oderwanie się od wroga. Tatarzy cechowali się niezwykłą lotnością i podejmowali walkę tylko wtedy, kiedy mieli wielokrotną przewagę liczebną lub byli do niej zmuszeni, np. obawiając się utraty zagrabionych łupów i jasyru.

## Przemieszczanie się
W czasie mniejszych wypraw stosowano jazdę komunikiem, tzn. bez taboru, co powodowało zwiększenie szybkości oddziału. Każdy prowadził za uzdę dwa konie zapasowe. W czasie marszu robiono co godzinę postoje, aby konie i ludzie mogli odetchnąć. Oczywiście przy większych wyprawach tabor zabierano. Ponieważ koni zawsze było kilkakrotnie więcej niż ludzi, armia taka sprawiała wrażenie dużo większej, stąd trudności z oszacowaniem liczebności wypraw. Do granicy zbliżali się dolinami, aby nie wypatrzyli ich Kozacy. Na początku jechało 100 jeźdźców w jednym szeregu, szerokim na ok. 1 km, a za nimi 800 do 1000 jeźdźców w kolumnie rozciągającej się na 3-10 mil, a następnie reszta armii.

## Wyprawy wojenne

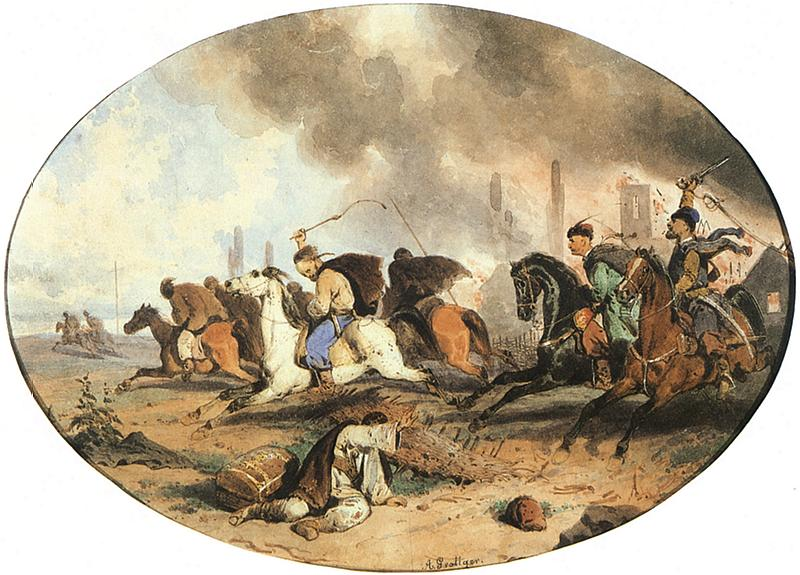
Artur Grottger Tatarzy w ucieczce

Wyprawy można podzielić na trzy główne odmiany, zależące głównie od liczby wojowników:
- walne (sefer) – ich liczebność wynosiła zwykle powyżej dziesięciu tysięcy wojowników, którymi dowodził chan, któryś z jego zastępców lub jakiś ważny dostojnik, a podejmowane były na życzenie sułtana, prośbę dyplomatów z innych krajów lub w celach politycznych; sięgały najgłębiej terytorium wroga i wyrządzały najwięcej szkód
- średnie (czapuł – pol. czambuł) – liczyły od tysiąca do kilku tysięcy wojowników, wyruszały pod wodzą beja lub mirzy;
- małe (besz-basz – pol. pięć głów) – wywołane były głównie głodem, klęskami żywiołowymi (np. susza, powódź) albo masowym zdychaniem bydła; większość z nich podejmowana była przez koczowniczych Nogajów z wybrzeży Morza Czarnego. Brało w nich udział od kilkudziesięciu do tysiąca ludzi; odbywały się często bez wiedzy i pozwolenia chana czy sułtana tureckiego[1][2][3][17][18][19][20][21].

## Szlaki najazdów
Ordy docierały na tereny polskie trzema głównymi szlakami, które ustalały się od powstania Chanatu Krymskiego do XVII wieku, ciągnącymi się głównie wzdłuż wododziałów, pomiędzy większymi rzekami.
1. Szlak wołoski. Tatarzy krymscy przekraczali Dniestr poniżej Tehinii i z Budziaku podążali pomiędzy Prutem i Dniestrem przez Mołdawię (Besarabię), koło Śniatynia wkraczali na Pokucie i dalej poprzez ziemię halicką kierowali się w stronę Lwowa i Buczacza[1].
2. Szlak czarny. Biegł z Krymu przez Tawań między dorzeczem Dniepru i Bohu od górnego Ingułu na północ przez Wyżynę Naddnieprzańską, na wysokości Korsunia rozdzielał się w stronę Kijowa oraz poprzez północną Bracławszczyznę na wołyński Zbaraż (jedna z jego odnóg ciągnąca się wzdłuż Udyczu zwana była szlakiem Udyckim). Nazwa szlaku wywodzi się od pochodów tatarskich, które na czarnoziemnych terenach województwa kijowskiego i bracławskiego zostawiały czarne tropy na szerokości uzależnionej od liczby wojowników[1].
3. Szlak kuczmański. Odłączał się od szlaku czarnego u tak zwanych Martwych Wód (Boh przechodzono brodem), biegł pomiędzy Bohem i Dniestrem przez województwo bracławskie do rzeki Rów (gdzie znajdowało się uroczysko Kuczmań, skąd wzięła się nazwa szlaku), a dalej na Podole w stronę Baru, gdzie skręcał na północny zachód i łączył się znowu ze szlakiem czarnym w okolicach Zbaraża[1].

Wyprawy na ziemie moskiewskie przebiegały szlakiem murawskim oraz szlakiem kałmiuskim. Istniały jeszcze dwa oddzielne szlaki do wypraw na Serbię i na Węgry oraz jeden szlak przez Gruzję na Persję i Irak. Były to tylko główne szlaki posiadające wiele rozgałęzień całkowicie zależnych od decyzji dowódców tatarskich, więc mogły się oddzielać od szlaku głównego i skierować w dowolnym kierunku.